# Kälvesta IoF
Kälvestas Idrotts och Fritidsförening (Kälvesta IoF eller KIOF) bildades 1973 i Kälvesta i Västerort utanför Stockholm. Numera är klubbens ishockeyverksamhet sammanslagen med Hässelby SK till Hässelby Kälvesta Hockey. Klubbens hemmaplan är Brostaden Arena, Grimsta IP.
Johan Åkerman började sin karriär i Kälvesta IoF. Klubben är också moderklubb för Stefan Bergtoft.